# 小仲正重
小仲 正重（こなか まさしげ、1973年4月20日 - ）は、フジテレビスタジオ戦略本部第3スタジオ・ゼネラルプロデューサー。

## 来歴
日本香堂代表取締役会長小仲正久の次男。立教大学体育会アイスホッケー部出身。
1996年入社。新人時代からバラエティ制作部に所属。「ダウンタウンのごっつええ感じ」のADから始まり、「笑う犬」「ネプリーグ」などに携わる。
2014年「笑っていいとも」の後継番組「バイキング」チーフプロデューサーに就任。
2015年頃からは編成制作局バラエティー制作センター副部長兼務となった。
2016年6月28日付で制作局第2制作センターに改称。
2017年7月1日付で再改称。
2018年4月30日付で編成局制作センター第2制作室企画担当部長兼チーフプロデューサー、演出家となった。
2019年1月1日付で編成局編成部担当部長となった。担当していた番組を石塚大志、戸渡和孝制作統括に引き継ぎ、制作現場を離れた。
2021年7月1日付で編成局編成部部長職統括企画担当に昇進。
2023年6月27日付で編成制作局バラエティー制作センター部長に昇進。
2024年7月1日付で編成総局バラエティ制作局バラエティ制作センター室長兼バラエティー制作部長に昇進。
2025年7月付で現職。

## 過去の担当番組
AD
- ダウンタウンのごっつええ感じ
- 一人ごっつ

ディレクター
- 少年隊夢
- 笑う犬
- 新しい波8
- エブナイ（水曜担当）
- ワンナイR&R
- リチャードホール
- 森田一義アワー 笑っていいとも!（木曜担当）
- 笑っていいとも!クリスマス★特大号（2002年）

演出
- WORLD DOWNTOWN
- CHIMPAN NEWS CHANNEL
- 爆笑レッドカーペット
- 初詣!爆笑ヒットパレード
- (株)世界衝撃映像社
- オモバカ8
- THE MANZAI

総合演出
- コンバット
- なかよしテレビ[1]

チーフプロデューサー
- マイフェアボーイ〜極上男子のつくりかた〜
- テレビシャカイ実験 あすなろラボ
- 全力教室
- FNS27時間テレビフェスティバル!
- 芸能界特技王決定戦 TEPPEN
- 万物まとめンタリー
- あなたの知るかもしれない世界（第6回から）
- 気まずい2人が久しぶりに会ってみました
- 話題になりそうな夜[7]
- 坂上忍のホンネJAPANが行く!!香港＆マカオ[8]
- 新しい波24
- ビートたけしの私が嫉妬したスゴい人
- ハモネプ
- 今田耕司のGap Walker
- run for money 逃走中（第43回から第46回まで）
- 街角出題バラエティ Q人サン
- クイズ!オトナVSこども
- 坂上探検隊
- 直撃!シンソウ坂上[9]
- 梅沢富美男のズバッと聞きます![10]
- ニッポンよ!セカイを倒せ! フジヤマ 〜日本のNo.1vs世界のNo.1〜

制作・制作統括
- バイキング[11][13]
- ネプリーグ[11][14]
- 坂上どうぶつ王国[15]
- FNS番組対抗!オールスター春秋の祭典スペシャル（2018年春までチーフプロデューサー）
- FNS27時間テレビ 鬼笑い祭

企画
- バナナマンの決断までのカウントダウン

協力
- 2014→2015 ツキたい人グランプリ〜ゆく年つく年〜

SPECIAL THANKS
- 千鳥のクセがスゴいネタGP

## 関連人物
- 日枝久（小仲入社時のフジテレビ社長）
- 吉田正樹（吉田正樹事務所会長、ワタナベエンターテイメント取締役）
- 宮道治朗（総合事業局コンテンツ事業センタープロデュース事業室長兼VR事業部長）
- 佐々木将（編成局制作センター第2制作室部長、同期入社・佐々木恭子アナの実兄でもある）
- 竹下陽平（同期入社、アナウンサー）
- 藤村さおり（同期入社、アナウンサー）
- 石塚大志（小仲の編成部異動後、担当番組の多くで制作統括を引き継ぐ）
- 島本亮（坂上忍の番組などで多くタッグを組んできた）
- 坂上忍（小仲が担当する番組で重宝される）